# Église Saint-Étienne de Pedret
Pour les articles homonymes, voir Église Saint-Étienne.
L'église Saint-Étienne de Pedret (en catalan : església de Sant Esteve de Pedret) est une église catholique de la commune de Pedret i Marzà, en Espagne. De style roman, elle est construite dans la seconde moitié du XIIe ou au XIIIe siècle. Elle est inscrite à l'inventaire du patrimoine architectural de Catalogne.

## Localisation
L'église se trouve au carrer de l'Església 5, près de la route GIV (ca)-6101, qui va de Pau à Pedret. Elle jouxte le cimetière de Pedret.
Le hameau de Pedret, composé au XXIe siècle de seulement deux fermes, est dominé par l'église Saint-Étienne. Il forme une partie de la commune de Pedret i Marzà, au cœur de la comarque de l'Alt Empordà, dans la province de Gérone, en Catalogne.
Elle se situe, par ailleurs, sur le Camí català de Sant Jaume (ca), le chemin de Saint-Jacques-de-Compostelle en Catalogne.

## Historique
L'existence du village de Pedret est documentée depuis 953 et l'église Saint-Étienne est mentionnée pour la première fois dans des documents du milieu du XIe siècle. En effet, la paroisse Saint-Étienne est mentionnée en 1060 dans un acte de donation fait à l'évêché de Gérone par Guisla de Melgueil, fille de Bernard II de Melgueil, veuve du comte d'Ampurias Hugues Ier et mère du comte Pons Ier. En 1064, la paroisse est également mentionnée dans l'acte de consécration de l'église Saint-Jean Sescloses, fondée sur le territoire voisin de Peralada. En 1127, le chevalier Ramon Ademar de Rabós la vend aux prêtres de Saint-Étienne pour 70 sous melgoriens.
L'édifice actuel est élevé dans le style roman, probablement au XIIe ou au XIIIe siècle. La sacristie est construite au cours du XVIIIe siècle.

## Description
L'église Saint-Étienne est située au sommet d'une petite éminence rocheuse, au cœur du hameau de Pedret. Elle est construite en blocs de granit régulièrement taillés. L'édifice, orienté à l'est, compte une nef unique, de plan rectangulaire, qui se termine par une abside. 
La façade ouest est ouverte par une porte, voûtée en plein cintre, surélevée par rapport au sol extérieur, mais au même niveau que le pavement intérieur. Au sommet se trouve une fenêtre jumelée, formée de trois arcs en plein cintre et de deux colonnettes aux chapiteaux sculptés de thèmes zoomorphes. Extérieurement, il présente une double archivolte avec une frise en dents de scie. Au sommet de la façade s'élève un clocher couvert d'une toiture à deux pans. 
La porte principale, accessible par un escalier, se trouve au sud. Elle est formée de trois arcs en plein cintre, surmontée d'un linteau et d'un tympan. Le linteau est orné d'un bas-relief représentant une croix pattée inscrite dans un cercle. Plus haut, le mur est percé d'une fenêtre en plein cintre avec une frise en dents de scie, sans colonnes ni chapiteaux. 
À l'ouest, l'abside est éclairée par une fenêtre en plein cintre. La voûte est portée par deux colonnes couronnées de chapiteaux ornés de têtes humaines qui conservent des restes de peinture.
À l'intérieur, la nef est couverte d'une voûte en ogive. L'abside présente une voûte en cul-de-four, qui conserve des traces de fresques superposées. La plus ancienne représente un ciel étoilé.